# لينا الشيخ
لينا الشيخ عمر محجوب وزيرة العمل والتنمية الاجتماعية في السودان منذ سبتمبر 2019 في مجلس الوزراء الانتقالي لرئيس الوزراء عبد الله حمدوك، خلال انتقال السودان إلى الديمقراطية عام 2019. حتى فبراير 2021.

## التعليم
حصلت على ماجستير في دراسات التنمية في جامعة مانشستر ودرجة البكالوريوس في جامعة الأحفاد للبنات.

## الأوساط الأكاديمية والإدارة
أصبحت لينا عضو هيئة تدريس في كلية الدراسات الإدارية بجامعة الأحفاد للبنات عام 2002. وتهتم بتعزيز المسؤولية الاجتماعية للشركات. وهي أحد مؤسسي موقع إمباكت هب الخرطوم على الإنترنت، والذي يهدف إلى توفير «بيئة تعاونية لرواد الأعمال والمثقفين والمبدعين». وهي رئيس برامج المجتمع وتهدف إلى دعم التنمية المستدامة.

## وزير العمل والتنمية الاجتماعية
في أوائل سبتمبر 2019، أصبحت الشيخ وزير العمل السوداني والتنمية الاجتماعية في مجلس الوزراء الانتقالي لرئيس الوزراء عبد الله حمدوك، خلال الانتقال السوداني إلى الديمقراطية عام 2019. ومن بين القيادات النسائية الأخرى في السودان خلال الفترة الانتقالية رئيس القضاة نعمات عبد الله محمد خير، وأعضاء مجلس السيادة عائشة موسى السعيد ورجاء نيقولا.